# Fossdaltjärnen
Fossdaltjärnen är en sjö i Strömsunds kommun i Jämtland och ingår i Ångermanälvens huvudavrinningsområde. Sjön har en area på 0,0832 kvadratkilometer och ligger 579,5 meter över havet.

## Delavrinningsområde
Fossdaltjärnen ingår i det delavrinningsområde (715730-140530) som SMHI kallar för Utloppet av Kvesjöen. Medelhöjden är 444 meter över havet och ytan är 107 kvadratkilometer. Det finns ett avrinningsområde uppströms, och räknas det in blir den ackumulerade arean 215,37 kvadratkilometer. Muruån som avvattnar avrinningsområdet har biflödesordning 3, vilket innebär att vattnet flödar genom totalt 3 vattendrag innan det når havet efter 316 kilometer. Avrinningsområdet består mestadels av skog (43 procent) och kalfjäll (31 procent). Avrinningsområdet har 21,26 kvadratkilometer vattenytor vilket ger det en sjöprocent på 19,8 procent.